# Last Days of April
Last Days of April ist eine schwedische Indie-Band. Diese wurde im Sommer 1996 in Stockholm von dem Sänger und Gitarristen Karl Larsson und dem Schlagzeuger Andreas Förnell gegründet. Die Band brachte zunächst eine 7”-Single (Henrik) und ein selbstbetiteltes Album auf kleinen schwedischen Plattenlabels heraus. Seit 1998 sind sie bei Bad Taste Records unter Vertrag und veröffentlichen kontinuierlich Alben.
Last Days of April wurden durch Tourneen mit Sportfreunde Stiller und The Promise Ring sowie durch Auftritte auf Festivals wie dem Hurricane Festival in Deutschland, dem Stockholm Water Festival und Hultsfredfestival in Schweden sowie dem Livid Festival in Australien bekannt. Auch in Japan, den USA und in Australien wurden Alben (Angel Youth und Ascend To The Stars) veröffentlicht.

## Diskografie

### Alben
- 1997: Last Days of April (bei Trust No One Recordings)
- 1998: Rainmaker
- 2000: Angel Youth (Deep Elm Records)
- 2002: Ascend to the Stars
- 2004: If You Lose It
- 2007: Might as Well Live
- 2010: Gooey
- 2012: 79
- 2015: Sea of Clouds
- 2021: Even the Good Days Are Bad

### CD-Singles
- 2000: Aspirins and Alcohol
- 2001: Will the Violins Be Playing? (Angel-Youth-Auskopplung)
- 2002: All Will Break (Ascend-to-the-Stars-Auskopplung)
- 2002: Playerin (Ascend-to-the-Stars-Auskopplung)
- 2004: It’s on Everything (If-You-Lose-It-Auskopplung)

### EP
- 1998: Bufferins / Last Days of April (Split-EP)
- 1998: The Wedding (Projekt mit Stone Riverman)

### Seven Inch
- 1997: Henrik (bei Words of Wisdom Records)